# Eugène Prévinaire
Pour les articles homonymes, voir Prévinaire.
Eugène Ignace Marie Prévinaire, né le 28 octobre 1805 à Louvain et mort le 2 juin 1877 à Bruxelles, est un homme d'affaires et politique belge, gouverneur de la Banque nationale de Belgique de 1870 jusqu'à sa mort en 1877.

## Biographie
Eugène Prévinaire est le fils d'Eugène-Joseph Prévinaire, administrateur-général du ministère de l’Intérieur des Pays-Bas, et de Marie Catherine van Uje. Il épouse sa cousine, Séraphine Aldegonde Prévinaire, fille de Théodore Prévinaire et de Marie-Aldegonde de Hemptinne, et belle-sœur de Frédéric Fortamps.
En 1835, il prend 5 actions dans le fonds social visant à créer la Compagnie de réassurance contre les risques de mer. En 1839, il fonde une usine de coton à Huizingen.
De 1848 à 1864, Eugène Prévinaire est membre de la chambre des représentants de Belgique. Son agenda politique s'axe principalement sur la mise en place d'une banque nationale, un projet qu'il défend avec ferveur et perspicacité à la chambre des représentants. Dans un communiqué de 1854, il assure qu'une banque nationale tournée vers l'investissement international n'impacterait pas l'économie nationale, et lui assurerait même plus de sécurité.
Le 6 septembre 1864, par arrêté royal, il est nommé vice-gouverneur de la Banque nationale de Belgique. En 1870, il devient le 2e gouverneur de la Banque nationale de Belgique,. Le début de son mandat correspond au début de la guerre franco-allemande de 1870. Il choisit alors de doubler les taux d'intérêt et de transférer la réserve de métaux précieux à Anvers. En 1872, son mandat de gouverneur est prolongé de 30 ans. Il passe la loi sur les chèques du 20 juin 1873, et les billets de banque ont désormais cours légal. S'ensuit une dépression économique qui dure de 1873 à 1895.
Il décède le 2 juin 1877 muni des Secours de la Religion. Un premier service funèbre se déroule le 6 juin à la cathédrale Saints-Michel-et-Gudule de Bruxelles, suivi directement de son inhumation à Laeken, puis d'un second service funèbre le 9 juin à l'église Notre-Dame de Laeken.

## Distinctions
- Commandeur de l'Ordre de Léopold[1]